# Großsteingräber bei Ahlum
Die Großsteingräber bei Ahlum waren mindestens neun megalithische Grabanlagen der jungsteinzeitlichen Tiefstichkeramikkultur bei Ahlum, einem Ortsteil von Rohrberg im Altmarkkreis Salzwedel, Sachsen-Anhalt. Alle wurden im 19. Jahrhundert zerstört. Bei Grab 3 handelte es sich um das einzige bekannte Großsteingrab der Altmark mit zwei Grabkammern. Die einstige Existenz eines möglichen zehnten Grabes ist durch den Flurnamen „Steinkammerberg“ auf einem historischen Messtischblatt belegt.

## Lage
Grab 1 lag am Weg zwischen Ahlum und Rohrberg, nur 30 Schritt (ca. 23 m) entfernt befand sich Grab 2. Grab 3 lag westlich von Ahlum auf dem Bauernberg. Die Gräber 4 und 5 lagen 30 Schritt (ca. 23 m) voneinander entfernt an der Grenze zwischen den Orten Ahlum und Stöckheim.

## Forschungsgeschichte
Erstmals dokumentiert wurden fünf der Anlagen in den 1830er Jahren durch Johann Friedrich Danneil. Bei einer erneuten Aufnahme der Großsteingräber der Altmark mussten Eduard Krause und Otto Schoetensack in den 1890er Jahren feststellen, dass alle fünf Gräber in der Zwischenzeit im Zuge der Separation vollständig abgetragen worden waren. Die Existenz von weiteren vier zerstörten Gräbern ist in den Akten des Landesamts für Denkmalpflege und Archäologie in Sachsen-Anhalt vermerkt. Nähere Angaben zu diesen Gräbern gibt es allerdings nicht. Auf einem historischen Messtischblatt wird zudem eine Anhöhe bei Ahlum als Steinkammerberg bezeichnet. Dies könnte auf ein weiteres zerstörtes Grab hindeuten.

## Beschreibung

### Grab 1
Grab 1 besaß eine Kammer mit einer Länge von 10 m und einer Breite von 2,5 m. Bei Danneils Aufnahme war sie noch gut erhalten und besaß fünf Decksteine. Vermutlich dürfte es sich um ein Ganggrab gehandelt haben.

### Grab 2
Grab 2 besaß eine Kammer mit einer Länge von 10 m und einer Breite von 1,9 m. Auch sie war bei Danneils Aufnahme noch gut erhalten und besaß sieben Decksteine. Vermutlich handelte es sich ebenfalls um ein Ganggrab.

### Grab 3
Grab 3 besaß in den 1830er Jahren noch eine gut erhaltene ost-westlich orientierte Umfassung mit einer Länge von 34 m und einer Breite von 7,8 m. Danneil konnte noch alle vier Wächtersteine an den Ecken der Umfassung feststellen. Das Grab stellte eine Besonderheit dar, da es als einziges Großsteingrab der Altmark zwei Grabkammern besaß. Diese lagen an den Enden der Anlagen nahe der Schmalseiten. Beide Kammern besaßen drei Drecksteine. Einer davon hatte eine Länge von 2,2 m, eine Breite von 1,9 m und eine Dicke von 0,6 m. Vermutlich handelte es sich bei beiden Grabkammern um Großdolmen.

### Grab 4
Grab 4 hatte eine Länge von 6,6 m und eine Breite von 3,5 m. Es besaß noch einen Deckstein, der bei Danneils Aufnahme bereits herabgestürzt war. Eine Bestimmung des Grabtyps ist nicht möglich.

### Grab 5
Grab 5 besaß eine Umfassung mit einer Länge von 11 m und einer Breite von 7,8 m. Die Grabkammer war bei Danneils Aufnahme noch gut erhalten. Sie besaß zwei Decksteine. Der erste hatte eine Länge von 2,3 m, eine Breite von 2,0 m une eine Dicke von 0,95 m, der zweite eine Länge von 2,2 m, eine Breite von 1,6 m und eine Dicke zwischen 0,6 m und 0,95 m. Vermutlich handelte es sich um einen erweiterten Dolmen.

## Funde

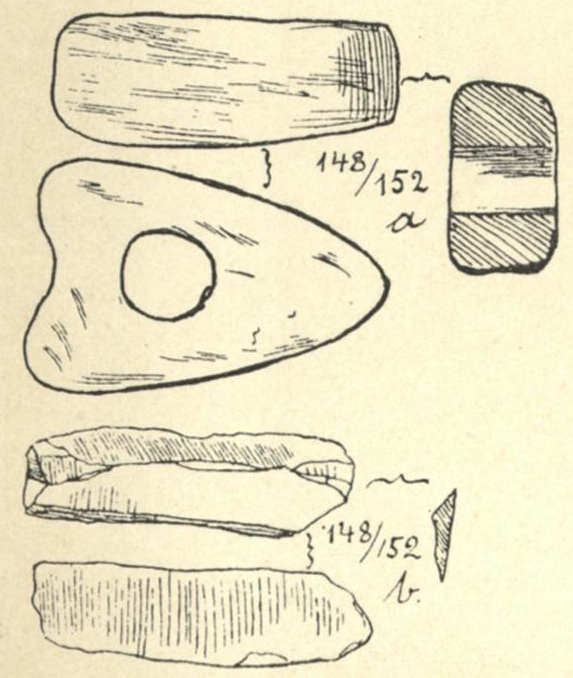
Funde aus den Großsteingräbern bei Ahlum

Aus den Ahlumer Gräbern wurden zwei Fundstücke geborgen, ohne dass jedoch klar ist, aus welchem der Gräber sie stammen. Beide befinden sich heute im Johann-Friedrich-Danneil-Museum in Salzwedel. Bei dem ersten Stück handelt es sich um einen durchlochten Hammer aus schieferartigem grauen Gestein. Er ist aus dem Bruchstück eines größeren Hammers gefertigt worden, der an der Durchbohrung gebrochen war. Er hat eine Länge von 8,8 cm, eine Breite von 7,5 cm und eine Dicke von 2,6 cm. Das Bohrloch hat einen Durchmesser zwischen 2,2 cm und 2,8 cm.
Bei dem zweiten Gegenstand handelt es sich um ein Messer aus hellgrauem Feuerstein. Es hat eine Länge von 8,5 cm, eine maximale Breite von 2,5 cm und eine Dicke von 0,8 cm.